# ماریام ملیکیان
ماریام ملیکیان (ارمنی: Մարիամ Մելիքյան؛ زادهٔ ۱۴ مهٔ ۱۹۹۰) یک بازیگر و مدل اهل ارمنستان است. وی از سال ۲۰۰۷ میلادی تاکنون مشغول فعالیت بوده‌است.

## زندگی‌نامه
وی در 	۱۴ مهٔ ۱۹۹۰ ‏در ایروان به دنیا آمد و از انستیتو دولتی سینما و تئاتر ایروان فارغ‌التحصیل گشت. 

## فیلمشناسی
| سال       | عنوان    | نقش  | یادداشت                 |
| --------- | -------- | ---- | ----------------------- |
| ۲۰۱۴      | فول هاوس | یانا | Recurring Cast (9 قسمت) |
| ۲۰۱۲–۲۰۱۴ | Yere1    | نینا | ۷۰+ قسمت                |